# Pieve Torina
Pieve Torina (Piturìna in dialetto maceratese) è un comune italiano di 1 215 abitanti della provincia di Macerata nelle Marche, noto per i suoi allevamenti di suini, bovini e aziende avicole.

## Storia
Popolata dagli Umbri già dal VII secolo a.C., la città fu colonizzata nel III secolo a.C da Roma. Il borgo, risorto nel Medioevo, fu feudo di Camerino, fino all'annessione allo Stato della Chiesa nel XVI secolo.
Il 26 e il 30 ottobre 2016 il centro è stato colpito da due violenti terremoti con intensità massima magnitudo 5.9 e 6.5 della scala Richter rispettivamente, riportando la quasi completa distruzione del centro abitato.

## Monumenti e luoghi d'interesse
- Pieve romanica di Santa Maria (XI secolo) -
- Chiesa parrocchiale di Santa Maria Assunta (1722)
- Chiesa parrocchiale di San Giovanni Battista (XIII-XVII secolo) - seicentesca, con facciata in pietra e ampia abside; conserva opere di de Magistris e un ciclo di affreschi del '300.[6]
- Chiesa di San Michele (XIII-XVI secolo) -
- Santuario di Santa Maria di Caspriano (XIII secolo) - eretto in una zona di interesse paesaggistico, al suo interno affreschi del '300.[6]
- Eremo dei Santi o di Sant'Angelo in Prefoglio - costruito sulla grotta dove la tradizione vuole che abbiano sostato S. Pietro e Paolo.[6]
- Castello di Capriglia[7]

## Società

### Evoluzione demografica
Abitanti censiti

## Economia

### Artigianato
Tra le attività economiche più tradizionali, diffuse e importanti vi sono quelle artigianali, come la lavorazione del ferro battuto, finalizzata alla realizzazione di una vasta gamma di prodotti, che spazia dalle inferriate alle statue.

## Amministrazione
| Periodo        | Periodo        | Primo cittadino        | Partito                             | Carica                  | Note          |
| -------------- | -------------- | ---------------------- | ----------------------------------- | ----------------------- | ------------- |
| 23 aprile 1995 | 13 giugno 1999 | Enzo Casadidio         | Lista Civica                        | Sindaco                 | [ 10 ]        |
| 14 giugno 1999 | 7 giugno 2009  | Pierluigi Palmieri     | Lista Civica                        | Sindaco                 | [ 11 ] [ 12 ] |
| 8 giugno 2009  | 5 ottobre 2011 | Luigi Gentilucci       | Lista Civica Uniti per Pieve Torina | Sindaco                 | [ 13 ] [ 14 ] |
| 6 ottobre 2011 | 6 maggio 2012  | Salvatore Calvagna     |                                     | Commissario Prefettizio | [ 15 ]        |
| 7 maggio 2012  | 27 maggio 2013 | Luigi Gentilucci       | Lista Civica Uniti per Pieve Torina | Sindaco                 | [ 16 ] [ 17 ] |
| 28 maggio 2013 | 25 maggio 2014 | Petia Petroff Jalamoff | Lista Civica Uniti per Pieve Torina | Vicesindaco             | [ 18 ]        |
| 26 maggio 2014 | 26 maggio 2019 | Alessandro Gentilucci  | Lista Civica Uniti per Pieve Torina | Sindaco                 | [ 1 ]         |
| 27 maggio 2019 | 9 giugno 2024  | Alessandro Gentilucci  | Lista Civica Uniti per Pieve Torina | Sindaco                 | [ 1 ]         |
| 10 giugno 2024 | in carica      | Alessandro Gentilucci  | Lista Civica Uniti per Pieve Torina | Sindaco                 | [ 19 ]        |

## Sport

### Calcio
La squadra dei Taurus Pieve Torina pochi anni fa militava in Terza Categoria, ora si è iscritta ai campionati UISP.